# Leonor Sullivan
Leonor Kretzer Sullivan (Saint Louis, 21 agosto 1902 – Saint Louis, 1º settembre 1988) è stata una politica statunitense, membro della Camera dei Rappresentanti per lo stato del Missouri dal 1953 al 1977.

## Biografia
Allieva della Università Washington a Saint Louis, la Sullivan era sposata con John B. Sullivan, deputato democratico per tre mandati non consecutivi (dal 1941 al 1943, dal 1945 al 1947 e dal 1949 al 1951).
Rimasta vedova nel 1951, la Sullivan andò a lavorare come collaboratrice del deputato Leonard Irving ma nel 1952 decise di entrare attivamente in politica, candidandosi anche lei alla Camera dei Rappresentanti. Venne eletta, divenendo la prima donna a rappresentare lo stato del Missouri al Congresso.
La Sullivan fu molto attiva nella difesa del consumatore, ma non abbracciò totalmente l'ideologia femminista e fu l'unica donna a votare contro l'Equal Rights Amendment.
Lasciò il seggio al Congresso all'età di settantaquattro anni, dopo ventiquattro anni di servizio e dodici mandati. In seguito al ritiro dalla politica tornò a vivere a Saint Louis, dove morì nel 1988.
Nel 1979, fu una delle protagoniste della raccolta di figurine collezionabili Supersisters, che aveva l'obiettivo di proporre modelli femminili di successo in campo politico, sportivo, sociale e culturale.
In suo onore la strada di fronte al Gateway Arch fu chiamata "Leonor K. Sullivan Boulevard".